# Maï-Do Hamisultane
Maï-Do Hamisultane Lahlou est une écrivaine franco-marocaine née en 1983, à La Rochelle, en France.
Après une enfance passée entre le Cap d'Antibes, en France, et Casablanca, au Maroc, elle étudie en classes préparatoires, hypokhâgne et khâgne BL, au lycée Janson-de-Sailly, à Paris. Ensuite, elle entreprend des études de médecine et se spécialise en psychiatrie.
Elle est la petite-fille de l'historienne et écrivaine Josiane Lahlou. Son grand-père maternel fait partie de la famille de Driss Chraïbi. Elle est l’ancienne compagne du journaliste Laurent de Saint Perier, petit-fils de l’académicien Jacques de Bourbon Busset, de qui elle a un fils.
Comme le souligne la critique littéraire Meriem El Youssoufi, les œuvres littéraires de Maï-Do Hamisultane naviguent entre le réel et l'imaginaire. Elle est intervenue publiquement lors du premier festival du livre de Marrakech, en octobre 2015, à la Rentrée littéraire du Mali, en février 2016 et au Salon du Livre de Tanger en mai 2016.
Le 27 octobre 2016 elle intervient à l'Institut du Monde Arabe aux côtés de Kaouther Adimi et Bouchera Azzouz.
Elle est membre du jury du prix du scénario de Sciences Po pour l'année 2017.
Elle figure dans la liste des 34 auteurs invités pour représenter le pays mis à l'honneur, le Maroc, au Salon du livre de Paris en mars 2017.
Elle a participé à la Biennale de Bamako au Mali.

### Romans
- 2012 : Mira Ventos[9], éditions Dalimen
- 2014 : La Blanche[10],[11], éditions La Cheminante
- 2015 : Santo Sospir[12],[13], éditions La Cheminante
- 2017 :  Lettres à Abel , éditions La Cheminante
- 2019 : La Blanche, traduction en anglais du roman éponyme, Parthian Books [14]

### Nouvelles
- 2014 : La robe blanche[15], 100% auteurs, collectif de 17 écrivains[16], parmi lesquels Reda Dalil, Moha Souag, Elmehdi Elkourti, au profit de l'association Enfance Maghreb Avenir (EMA) , éditions Éditeur de Talents
- 2016 : Leïla, 37... du Maroc[17],[18], collectif de 37 écrivains, parmi lesquels Reda Dalil, Abdellah Taïa, Omar Salim, Jean Zaganaris, au profit de l'éducation[19], éditions Broc - Jacquart

### Contributions
- 2016 : La Littérature ? Voix d'auteurs du Maroc[20], recueil de contributions de 30 écrivains Marocains parmi lesquels Réda Dalil, Rachida Madani, Abdellah Taïa, Abdellah Baida, Lamia Berrada, Youssef Wahboun, Fouad Laroui, Moha Souag, Jean Zaganaris, Mokhtar Chaoui, Mamoun Lahbabi... Édition Marsam, 2016
- 2019-2020 : Rencontre de Bamako, biennale africaine de la photographie[21].
- 2020 : Exposition la Vague Blanche sous le commissariat de  Mohamed Thara [22].

### Œuvre visuelle
- 2015 : Tanja, en collaboration avec l'artiste Bilal Touzani, pour le Youmein Festival[23]

## Distinctions
- En 2014 : sélection[24],[25] prix littéraire 2014[26]de la Mamounia pour La Blanche
- En 2016 : prix Découverte[27],[28],[29]du prix littéraire Sofitel Tour Blanche[30] pour Santo Sospir